# Irmela Röck
Irmela Röck, verheiratete Göltenboth, (* 26. Juli 1937 in Tübingen) ist eine deutsche Malerin und Künstlerin.

## Leben
Irmela Röck ist die Enkelin des Tübinger Paläontologen Friedrich von Huene. Im Jahre 1941 wurde sie Halbwaise, als ihr Vater im Russlandfeldzug fiel. Ihre Mutter hatte fortan für drei kleine Kinder zu sorgen. Während des Zweiten Weltkriegs wurde die Familie bei den alliierten Luftangriffen auf Stuttgart ausgebombt. Sie malte seit ihrem 10. Lebensjahr und erhielt ihren ersten akademischen Zeichenunterricht an der Universität Tübingen bei Gerth Biese.
Von 1953 bis 1959 studierte sie Malerei an der Staatlichen Akademie der Bildenden Künste Stuttgart bei Hannes Neuner, Manfred Henninger und Rudolf Yelin. 1955/56 ging sie für ein Semester an die Werkkunstschule Kassel, wo sie Schülerin von Fritz Winter war. 1958/59 gewann sie den „Ersten Preis für Malerei“ der Staatlichen Akademie der Bildenden Künste Stuttgart. Mit einem Stipendium der Studienstiftung des deutschen Volkes studierte sie ab 1958/59 zwei Jahre in Paris an der Cité Internationale Universitaire de Paris und an der École des Beaux-Arts. In dieser Zeit vertiefte sie auch im Atelier von Stanley William Hayter ihre Kenntnisse in der Kunst der Radierung. Ab 1958 folgten bis 1962 mehrere Ibiza-Aufenthalte. 1960 erhielt sie ein Atelierstipendium der Stadt Stuttgart, verbunden mit Glasfensteraufträgen.
1964 erhielt sie den Rompreis der Deutschen Akademie „Villa Massimo“ in Rom. 1976 wurde ihr ein Kurzstipendium der „Villa Massimo“ in Rom zuerkannt. 1986 folgte ein Stipendium für einen Studienaufenthalt in der „Casa Baldi“ in Olevano Romano. 1996 war sie erstmals Gastkünstlerin in der „Villa Romana“ in Florenz und erhielt den Villa Romana-Preis. 2003 erhielt sie die Ehrenbürgerschaft der Stadt Olevano Romano. In den Jahren 2004 und 2005 wurde Röck erneut als Gastkünstlerin der „Villa Romana“ in Florenz eingeladen.
2013 war sie Autorin und Herausgeberin einer Monographie zum 100. Geburtstag ihrer Mutter, der Tübinger Künstlerin Irmela von Hoyningen-Huene (1913–2012). Sie ist Mitglied im Verband Bildender Künstlerinnen und Künstler Baden‐Württemberg (VBKW), bei der GEDOK Stuttgart und seit 1965 Mitglied im Künstlerbund Baden-Württemberg.
Irmela Röck war ab 1962 bis zu seinem Tode mit dem Maler und Künstler Dieter Göltenboth (1933–2013) verheiratet. Aus der Ehe gingen zwei Töchter hervor. Irmela Röck lebt in Stuttgart-Vaihingen.

## Werk
Irmela Röcks Bilder sind meist in Öl, gelegentlich auch in Acryl, gemalt. Sie benutzte jedoch auch die Technik der Kaltnadelradierung und der Lithografie, in denen ein „feiner, intensiver Strich vibriert.“
Während ihrer Stuttgarter Akademiezeit zeichnete sie nachts soziales Elend in den Wartesälen der Bahnhöfe. Armut und Not waren ihr selbst bekannt, da sie sich, nur mit einer geringen Beihilfe für Kriegswaisen ausgestattet, ihr Studiengeld mit zeichnerischen Arbeiten selbst verdienen musste.
Während ihrer Zeit als Schülerin von Fritz Winter arbeitete Röck „völlig abstrakt“ und beschäftigte sich vor allem mit der „Relativität von Linie und Fläche, die, verbunden mit Hell-Dunkel-Stufungen, [in ihren Gemälden] Raum erzeug[t]en.“ Ihre Gemälde, die in der Spannung zwischen Abstraktion und deutlich wahrnehmbarer Dinglichkeit stehen, können in dieser Zeit der „impressionistischen Abstraktion“ zugerechnet werden.
Ab Mitte der 60er Jahre wandte sich Röck dann hauptsächlich der Landschaftsmalerei zu. Lange Zeit waren Türme ihr malerisches Thema, insbesondere während ihrer Aufenthalte in Florenz und Rom, „frei in der Farbe, die je nach Ausdrucksbedeutung symbolisch [von ihr] umgesetzt wurde“. Inhaltlich sind Türme für Röck Signale, bis hin zu Warnsignalen. Ihre „eigenwillige“ Farbwahl ist dabei immer „verhalten und spröde“. Weitere künstlerische Anstöße erhielt Röck durch ihre zahlreichen Ibiza-Aufenthalte, in deren Anschluss sie „Licht und Weite, Kargheit und Einsamkeit in einer lyrischen Grundstimmung in ihre Bilder auf[nahm]“. Auch in ihrem späteren Schaffen sind südländische Landschaftsmotive vorherrschend. In Irmela Röcks Landschaftsdarstellungen manifestiert sich insbesondere die ständige Präsenz und symbolische Bedeutung der Zypresse (la costante presenza e il significato del cipresso), die eine fortwährende Konstante in ihrem Werk darstellt.
Röcks Werke sind u. a. in der Staatsgalerie Stuttgart, im Kunstmuseum Stuttgart und in der „Villa de Pisa“ in Olevano Romano ausgestellt. Röcks Halbfigurenbildnis Porträt Joachim Burmeister, das Joachim Burmeister (* 1938 in Krefeld), den langjährigen Leiter der „Villa Romana“ in Florenz, in einem pelzverbrämten Mantel und einer Chanukkia in den Händen darstellt, befindet sich in der Gemäldesammlung des Historischen Museums der Pfalz in Speyer.
Sie hatte Einzel- und Gruppenausstellungen u. a. im Württembergischen Kunstverein Stuttgart (1960, gemeinsam mit Karl-Peter Blau, Heidi Foerster, Gottfried Gruner, Wolfgang Kermer und Gerd Neisser), in der „Kleinen Galerie“ in Schwenningen (1962), in der Galerie Maercklin in Stuttgart (Juli 1964), im Heidelberger Kunstverein (1964, gemeinsam mit Adolf R. Fleischmann, Robert Förch und Leonhard Schmidt), bei der L’ Associazione della Stampa Estera in Rom (1965), in der „Galeria di Arte Moderna“ in Gaeta (1971), in der „Galerie Lithopresse“ in Stuttgart (1972), bei der GEDOK Stuttgart (1986), bei der Gesellschaft der Freunde junger Kunst in Baden-Baden (1992, gemeinsam mit Wolf Pehlke und Jakob Bräckle), in der „Villa de Pisa“ in Olevano Romano (1993 und 2001), im Palazzo Opesso in Turin (1999), in der „Villa Romana“ in Florenz (2000) und in der Kulturhalle Tübingen (2008).
2012 war Röck Teil der Gruppenausstellung Carta in Gioco in der „Villa de Pisa“ in Olevano Romano. Im Juni 2023 gehörte Röck zu den Künstlern einer Gruppenausstellung, deren Werke in der „Villa Giulia“ in Rom gezeigt wurden.

## Auszeichnungen und Stipendien
- 1958/59: Akademiepreis der Staatlichen Akademie der Bildenden Künste Stuttgart (1. Preis für Malerei)
- 1960: Atelierstipendium der Stadt Stuttgart
- 1964/65: Rompreis der „Villa Massimo“, Rom
- 1976: Kurzstipendium der „Villa Massimo“, Rom
- 1986: Stipendium für die „Casa Baldi“, Olevano Romano
- 1996: Villa Romana-Preis, Florenz
- 2003: Ehrenbürgerschaft der Stadt Olevano Romano

## Veröffentlichungen
- Dieter Göltenboth (Herausgeber), Irmela Röck (Herausgeber), Heide M. Roeder (Herausgeber): „Stuttgart gratuliert“. 100 Jahre Künstlerhaus Villa Romana Florenz. Verlag Traian Pop. 2005. ISBN 978-3-93713-926-5.
- Dieter Göltenboth, Irmela Röck: Irmela von Hoyningen-Huene 1913–2012. Zeichnerin des Klangs: Das gesamte Werk. Wasmuth Verlag 2013. ISBN 978-3-80303-362-8.